# Дискография Big Bang
Южнокорейский бой-бенд Big Bang выпустил восемь студийных альбомов, восемь мини-альбомов, два переиздания, восемь сборников, десять концертных альбомов, семь сингл-альбомов и 36 синглов. По состоянию на май 2017 года группа продала более 4,3 миллионов физических альбомов только в Южной Корее и Японии.
Дебютный студийный альбом Big Bang, выпущенный в декабре 2006 года, был продан тиражом более 150 000 копий в Южной Корее. Он включал несколько синглов, в том числе «La La La» и «A Fool's Only Tears». Группа добилась коммерческого успеха с «Lies», синглом их первого мини-альбома Always (2007), который шесть недель подряд возглавлял Melon Chart. Их второй и третий мини-альбомы последовали за успехом предшественника; Hot Issue (2007) с «Last Farewell», и Stand Up (2008) с «Day by Day», которые возглавляли чарт Melon в течение восьми и семи недель подряд соответственно. Их второй студийный альбом Remember (2008) также имел коммерческий успех и дал два хита в Южной Корее, «Sunset Glow» и «Strong Baby», причем последний был исполнен исключительно участником Сынни.
Группа вышла на японский рынок с двумя мини-альбомами For the World и With U (оба — 2008), а также с двумя студийными альбомами Number 1 (2009 г.) и Big Bang (2009 г.). Последний продвигался с двумя синглами: «My Heaven», который дебютировал под номером три в чарте Oricon, и «Gara Gara Go!!» (ガラガラ GO!! ), который получил золотой сертификат от Ассоциации звукозаписывающей индустрии Японии (RIAJ).
Группа возобновила свою деятельность в Южной Корее в начале 2009 года, выпустив песню «Lollipop» со своими коллегами по лейблу 2NE1, которая использовалась для продвижения телефона LG Cyon Lollipop. Песня возглавила различные онлайн-чарты в Южной Корее и мгновенно стала вирусным хитом.
В феврале 2011 года Big Bang вернулись на корейскую музыкальную сцену после двухлетнего перерыва, выпустив свой четвертый корейский мини-альбом Tonight, ставший их первым альбомом номер один в чарте Gaon, созданном годом ранее. Альбом, включавший одноименный сингл, занявший первое место в чартах, был переиздан под названием Big Bang Special Edition, который включал «Love Song», их второй хит номер один в цифровом чарте Gaon. Позже в том же году Big Bang выпустили свой второй японский студийный альбом «Big Bang 2» (2011), который возглавил ежедневные и еженедельные рейтинги Oricon Albums Charts и получил золотой сертификат RIAJ. Два сингла с альбома, «Koe o Kikasete» и «Tell Me Goodbye», получили такой же сертификат.
В 2012 году Big Bang выпустили пятый корейский мини-альбом Alive, который сделал группу первой из Кореи, попавшей в чарт Billboard 200 с альбомом полностью на корейском языке, дебютировав под номером 150. Главный сингл мини-альбома, «Blue» быстро возглавил все основные музыкальные чарты Южной Кореи, а следующие два, «Bad Boy» и «Fantastic Baby», заняли второе и третье места в Gaon соответственно. Все три сингла с альбома Alive заняли третье место в чарте Billboard World Song Sales по отдельности. Позже мини-альбом был переиздан под названием Still Alive (2012), включавший сингл «Monster», их четвертый хит номер один в цифровом чарте Gaon.
После трёхлетнего перерыва Big Bang вернулись в середине 2015 года, выпустив четыре сингла со своего первого за восемь лет студийного альбома Made (2016). Все песни заняли первые три позиции в чарте Billboard World Digital Song Sales (за исключением «Girlfriend»), причем три песни возглавили чарт («Loser», «Bang Bang Bang» и «Let's Not Fall In Love»), и каждый трек попал в тройку лучших в цифровом чарте Gaon, а пять песен заняли первое место.
Последний релиз Big Bang в составе группы из пяти человек, «Flower Road», возглавил как цифровой чарт Gaon, так и чарт Billboard World Digital Song Sales в марте 2018 года. В конечном итоге он получил платиновый сертификат от Корейской ассоциации музыкального контента.

## Мини-альбомы
| Название                                                                              | Детали                                                                                    | Высшая позиция в чартах | Высшая позиция в чартах | Высшая позиция в чартах | Высшая позиция в чартах | Высшая позиция в чартах | Продажи                      |
| Название                                                                              | Детали                                                                                    | KOR                     | JPN                     | US                      | US Heat                 | US World                | Продажи                      |
| Корейские                                                                             | Корейские                                                                                 | Корейские               | Корейские               | Корейские               | Корейские               | Корейские               | Корейские                    |
| ------------------------------------------------------------------------------------- | ----------------------------------------------------------------------------------------- | ----------------------- | ----------------------- | ----------------------- | ----------------------- | ----------------------- | ---------------------------- |
| Always                                                                                | - Релиз: 16 августа 2007 - Лейбл: YG Entertainment - Формат: CD, цифровая дистрибуция     | 11                      | —                       | —                       | —                       | —                       | - KOR: 101,089               |
| Hot Issue                                                                             | - Релиз: 22 ноября 2007 - Лейбл: YG Entertainment - Формат: CD, цифровая дистрибуция      | 8                       | —                       | —                       | —                       | —                       | - KOR: 94,405                |
| Stand Up                                                                              | - Релиз: 8 августа 2008 - Лейбл: YG Entertainment - Формат: CD, цифровая дистрибуция      | 9                       | —                       | —                       | —                       | —                       | - KOR: 168,024               |
| Tonight                                                                               | - Релиз: 24 февраля 2011 - Лейбл: YG Entertainment - Формат: CD, цифровая дистрибуция     | 1                       | 10                      | —                       | 7                       | 3                       | - KOR: 146,450 - JPN: 57,000 |
| Alive                                                                                 | - Релиз: February 29, 2012 - Лейбл: YG Entertainment - Формат: CD, цифровая дистрибуция   | 1                       | 6                       | 150                     | 4                       | 4                       | - KOR: 278,651 - US: 4,100   |
| Японские                                                                              |                                                                                           |                         |                         |                         |                         |                         |                              |
| For the World                                                                         | - Релиз: 4 января 2008 - Лейбл: YG Entertainment Japan - Формат: CD, цифровая дистрибуция | —                       | 53                      | —                       | —                       | —                       |                              |
| With U                                                                                | - Релиз: 28 мая 2008 - Лейбл: YG Entertainment Japan - Формат: CD, цифровая дистрибуция   | —                       | 45                      | —                       | —                       | —                       |                              |
| Special Final in Dome Memorial Collection                                             | - Релиз: 5 декабря 2012 - Лейбл: YGEX - Формат: CD, цифровая дистрибуция                  | —                       | 6                       | —                       | —                       | —                       |                              |
| «—» обозначает релизы, которые не попали в чарты или не были выпущены в этом регионе. |                                                                                           |                         |                         |                         |                         |                         |                              |

## Комментарии
1. ↑  The EP Always, peaked at number four on the monthly MIAK chart for September 2007.[20]
2. ↑  The EP Stand Up, peaked at number two on the monthly MIAK chart for September 2008.[22]

1. ↑  South Korea sales fiugures for Always as of September 2016.[21]
2. ↑  South Korea sales figures for Hot Issue as of September 2016.[21]
3. ↑  South Korea sales figures for Alive as of September 2016.[26]